# Pál Schmitt
Pál Schmitt (* 13. května 1942 Budapešť) je maďarský politik, diplomat, bývalý předseda maďarského parlamentu, poslanec Evropského parlamentu za stranu Fidesz a dvojnásobný olympijský vítěz v šermu. Dne 6. srpna 2010 se stal čtvrtým prezidentem Maďarské republiky, rezignoval 2. dubna 2012 poté, co mu senát Semmelweisovy univerzity odebral doktorský titul z důvodu údajného plagiátorství disertační práce z roku 1992.

## Biografie
Narodil se dne 13. května 1942 v Budapešti v tehdejším Maďarském království. Vystudoval na Marx Károly Közgazdaságtudományi Egyetem, což je dnešní Budapesti Corvinus Egyetem.
Kromě rodilé maďarštiny také hovoří anglicky, německy, francouzsky, španělsky a rusky.
Je ženatý s gymnastkou Katalin Makray. Má tři dcery a šest vnoučat.

## Sportovní kariéra
Šermu se aktivně věnuje již od roku 1955, kdy nastoupil do Budapesti Vörös Meteor (Rudý meteor Budapest).
Na LOH 1968 vyhrál spolu se svým šermířským týmem (Pál B. Nagy, Csaba Fenyvesi, Győző Kulcsár, Zoltán Nemere) zlatou olympijskou medaili. Stejně tak o čtyři roky později na LOH 1972, tentokráte však v sestavě Sándor Erdős, Csaba Fenyvesi, Győző Kulcsár a Osztrics István.
V roce 1983 byl zvolen do Mezinárodního olympijského výboru a od roku 1989 až do současnosti je prezidentem Magyar Olimpiai Bizottság (Maďarský olympijský výbor). V letech 1999 až 2007 byl prezidentem Světové olympijské asociace.

## Diplomatická kariéra
V letech 1993 až 1997 byl velvyslancem ve Španělsku, navíc od roku 1995 působil i pro Andorru.
Následně byl odvolán a od roku 1998 byl jmenován velvyslancem ve Švýcarsku. Od roku 1999 s rozšířenou působností i pro Lichtenštejnsko. Tam působil až do svého odvolání v roce 2002, kdy se vrátil do Budapešti.

## Politická kariéra
V letech 1981 až 1990 byl zástupcem státního tajemníka MLR pro sport.
Prvním významným politickým krokem byla kandidatura na post primátora hlavního města Budapešti v komunálních volbách 2002, kdy kandidoval jako nezávislý s podporou Fidesz a MDF. Se ziskem 35,85% hlasů se umístil na druhém místě, za vítězným Gáborem Demszkym z SZDSZ.
V roce 2003 oznámil svůj vstup do Fidesz – Maďarská občanská unie a ještě v témže roce byl zvolen místopředsedou strany. V roce 2004 se stal lídrem kandidátky strany pro volby do Evropského parlamentu 2004. V těchto volbách Fidesz získal 12 mandátů a Pál Schmitt se stal jedním z nejvýznamnějších europoslanců strany. Rovněž byl viceprezidentem výboru pro kulturu a vzdělávání.
V eurovolbách 2009 byl Pál Schmitt opět lídrem na kandidátce Fideszu. Spolu s dalšími 13 stranickými kolegy byl opět zvolen do EP s mandátem do roku 2014.

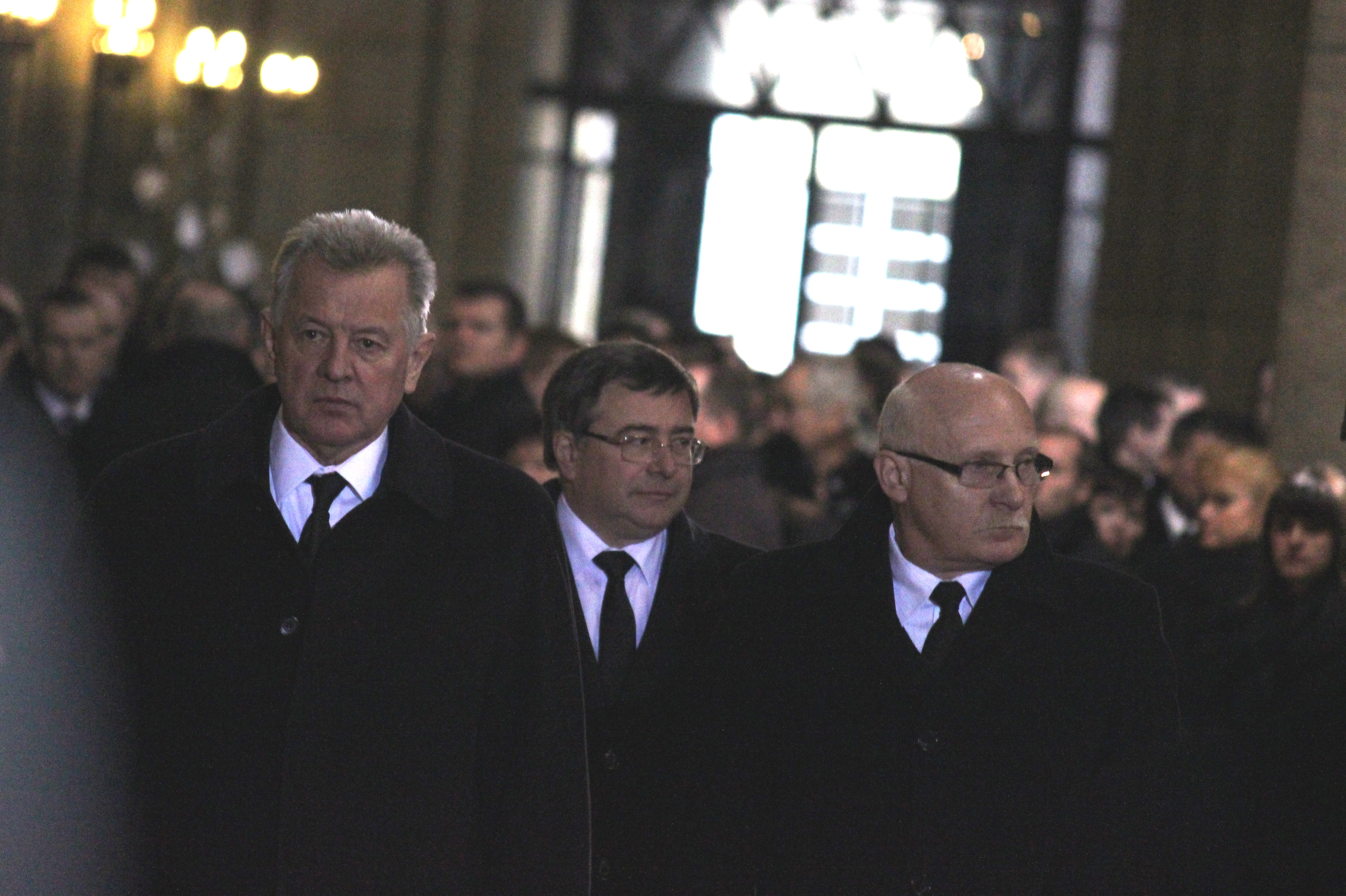
Pál Schmitt (vlevo) na státním pohřbu Václava Havla

Pro maďarské parlamentní volby 2010 byl na republikové kandidátce Fidesz–KDNP na druhém místě, hned za předsedou strany Viktorem Orbánem. Stal se tak i poslancem Maďarského parlamentu. Ihned na prvním povolebním zasedání parlamentu dne 14. května 2010 byl Pál Schmitt zvolen předsedou Národního shromáždění Maďarské republiky.
Krátce po volbách unikla na veřejnost nepotvrzená informace, že Fidesz, který nyní má v parlamentu dvoutřetinovou ústavní většinu, nebude již v srpnových prezidentských volbách podporovat tehdejšího prezidenta László Sólyoma, ale zvolí si někoho z vlastních řad. S největší pravděpodobností by to mohl být právě Pál Schmitt.
A tak se také stalo. Dne 29. června 2010 byl Pál Schmitt zvolen prezidentem Maďarské republiky, tento úřad oficiálně převzal 6. srpna. Hlasovalo pro něj 263 poslanců (Fidesz–KDNP), zatímco jeho protikandidát András Balogh z MSZP získal jen 59 hlasů.
V březnu 2012 byl Schmitt obviněn z plagiátorství své disertační práce. Následně mu byl odebrán doktorský titul. Sám Schmitt toto obvinění odmítá, ale i přesto dne 2. dubna 2012 ve 13:00 odstoupil z funkce prezidenta republiky. Jako první politik po pádu komunismu v Maďarsku odstoupil z funkce hlavy státu. Pravomoce prezidenta poté dočasně vykonával předseda parlamentu László Kövér. Nově zvolený prezident János Áder se úřadu oficiálně ujal 10. května 2012.